# Pryscylian
Pryscylian lub Pryscylian z Ávili (łac. Priscillianus; ur. ok. 345, zm. 385) – biskup Ávili, heretyk, chrześcijański kaznodzieja i przywódca religijny działający w rzymskiej prowincji Hispania w IV wieku n.e.
Około roku 375 został przywódcą ruchu etyczno-filozoficzno-religijnego zwanego od jego nazwiska pryscylianizmem. Znalazł licznych zwolenników, szczególnie w północnej Hiszpanii (Galicja), również wśród duchowieństwa. Jego poglądy (lecz nie on sam) zostały potępione na synodzie w Saragossie w 380 r. Przez zwolenników Itacjusza i Sylwiana konsekrowany na biskupa Ávili w 381 r. Działania przeciwników zmusiły go jednak do ucieczki do Akwitanii. Następnie udał się do Rzymu, daremnie szukając poparcia u papieża Damazego I. Sprawa była rozpatrywana również na synodzie w Bordeaux w roku 384, nie podjęto tam jednak żadnej decyzji, gdyż Pryscylian odwołał się do cesarza.  
Cesarz Maksymus, dając posłuch oskarżeniom o herezję, niemoralne prowadzenie się i uprawianie magii, po przesłuchaniu i torturach skazał Pryscyliana na śmierć. Powstrzymać wykonania wyroku chcieli m.in. św. Ambroży z Mediolanu i św. Marcin z Tours. Wyrok przez ścięcie został wykonany w roku 385 w Trewirze. Był to pierwszy przypadek skazania na śmierć chrześcijanina za herezję z wyroku świeckiej władzy. Z uwagi na ten bezprecedensowy casus, papież Syrycjusz obłożył anatemą wszystkich biskupów optujących za skazaniem na śmierć.
Pryscylian długo był uważany za męczennika i świętego w Hiszpanii, a szczególnie w Galicji.
Mimo surowych represji pryscylianizm utrzymywał się jeszcze przez blisko 2 wieki w Hiszpanii i Galii.